# Leslie H. Martinson
Pour les articles homonymes, voir Martinson.
Leslie Herbert Martinson, dit Leslie H. Martinson ou Les Martinson, est un réalisateur américain, né le 16 janvier 1915 à Boston et mort le 3 septembre 2016 à Los Angeles.

## Filmographie

### comme réalisateur

#### Cinéma
- 1954 : The Atomic Kid
- 1956 : Hot Rod Girl (en)
- 1957 : Hot Rod Rumble
- 1962 : La Bagarre de la dernière chance (Black Gold)
- 1963 : FBI Code 98 (en)
- 1963 : Patrouilleur 109 (PT 109)
- 1964 : For Those Who Think Young (en)
- 1966 : Batman
- 1967 : Une fille nommée Fathom (Fathom)
- 1971 : Mrs. Pollifax-Spy
- 1976 : Escape from Angola
- 1981 : Missile X (de) (Missile X – Geheimauftrag Neutronenbombe)

#### Télévision
- 1952 : Cowboy G-Men (en) (série)
- 1953 : City Detective (série)
- 1953 : General Electric Theater (série)
- 1953 : The Pepsi-Cola Playhouse (série)
- 1953 : Topper (série)
- 1954 : The Mickey Rooney Show (série)
- 1955 : TV Reader's Digest (série)
- 1955 : The Millionaire (en) (série)
- 1955 : Damon Runyon Theater (série)
- 1955 : Crusader (série)
- 1957 : Sugarfoot (série)
- 1957 : Colt .45 (en) (série)
- 1958 : Bronco (série)
- 1958 : 77 Sunset Strip (série)
- 1959 : The Alaskans (série)
- 1959 : Hawaiian Eye (série)
- 1960 : Surfside 6 (en) (série)
- 1962 : Cette sacrée famille (en) ("Room for One More") (série)
- 1962 : The Gallant Men (série)
- 1963 : Le Plus grand chapiteau du monde ("The Greatest Show on Earth") (série)
- 1965 : Hank (série)
- 1965 : Sauve qui peut ("Run for Your Life") (série)
- 1965 : Permission jusqu'à l'aube (Mister Roberts) (série)
- 1966 : Batman ("Batman") (série)
- 1966 : The Double Life of Henry Phyfe (série)
- 1966 : Le Frelon vert ("The Green Hornet") (série)
- 1967 : Wonder Woman: Who's Afraid of Diana Prince?
- 1970 : The Challengers
- 1970 : L'Immortel ("The Immortal") (série)
- 1971 : Cannon ("Cannon") (série)
- 1971 : Longstreet (série)
- 1971 : The Chicago Teddy Bears (série)
- 1971 : How to Steal an Airplane
- 1972 : Ghost Story (série)
- 1973 : ...And Millions Die! (en)
- 1973 : Barnaby Jones (série)
- 1973 : The Return of Charlie Chan
- 1973 : Dusty's Trail (série)
- 1973 : Le Magicien ("The Magician") (série)
- 1974 : L'Homme qui valait trois milliards ("The Six Million Dollar Man") (série)
- 1974 : Le Justicier ("The Manhunter") (série)
- 1975 : Les Robinson suisses ("Swiss Family Robinson") (série)
- 1976 : Super Jaimie ("The Bionic Woman") (série)
- 1976 : Wonder Woman ("Wonder Woman") (série)
- 1976 : Quincy ("Quincy M.E.") (série)
- 1976 : Section contre-enquête ("Most Wanted") (série)
- 1977 : Code R (série)
- 1977 : Huit, ça suffitHuit, ça suffit ! ("Eight Is Enough") (série)
- 1977 : Bigfoot and Wildboy (série)
- 1977 : Chips ("CHiPs") (série)
- 1978 : L'Île fantastique ("Fantasy Island") (série)
- 1978 : Rescue from Gilligan's Island (en)
- 1978 : Arnold et Willy ("Diff'rent Strokes") (série)
- 1979 : The Misadventures of Sheriff Lobo (série)
- 1979 : Buck Rogers ("Buck Rogers in the 25th Century") (série)
- 1979 : Big Shamus, Little Shamus (série)
- 1981 : Harper Valley P.T.A. (en) (série)
- 1981 : Private Benjamin (en) (série)
- 1982 : Un vrai petit ange (The Kid with the Broken Halo)
- 1982 : Matthew Star ("The Powers of Matthew Star") (série)
- 1983 : The Kid with the 200 I.Q.
- 1983 : Détective Small et monsieur Frye (Small & Frye) (série)
- 1983 : Manimal ("Manimal") (série)
- 1984 : The Fantastic World of D.C. Collins
- 1985 : Petite Merveille ("Small Wonder") (série)

### comme producteur
- 1980 : Connie Martinson Talks Books (série TV)

### comme scénariste
- 1964 : Une vierge sur canapé (Sex and the Single Girl)